# مونته‌چیا دی کروسارا
مونته‌چیا دی کروسارا (به ایتالیایی: Montecchia di Crosara) یک کومونه در ایتالیا است که در استان ورونا واقع شده‌است. مونته‌چیا دی کروسارا ۲۱٫۱ کیلومتر مربع مساحت و ۴٬۴۱۴ نفر جمعیت دارد و ۸۷ متر بالاتر از سطح دریا واقع شده‌است.

## خواهرخوانده
شهر دسولو خواهرخواندهٔ مونته‌چیا دی کروسارا هست.